# Булдакский сельсовет
Булдакский сельсовет — упразднённые административно-территориальная единица и муниципальное образование со статусом сельского поселения в составе Половинского района Курганской области.
Административный центр — село Булдак.
9 января 2022 года сельсовет был упразднён в связи с преобразованием муниципального района в муниципальный округ.

## История
В соответствии с Законом Курганской области от 6 июля 2004 года № 419 сельсовет наделён статусом сельского поселения.

## Население
| 1989 | 2002 | 2004 | 2010 | 2012 | 2013 | 2014 |
| ---- | ---- | ---- | ---- | ---- | ---- | ---- |
| 438  | ↗464 | ↘451 | ↘254 | ↘239 | ↘220 | ↘190 |
| 2015 | 2016 | 2017 | 2018 | 2019 | 2020 |      |
| ↘182 | ↘168 | ↘162 | ↘156 | ↘144 | ↘136 |      |

## Состав сельского поселения
| № | Населённый пункт | Тип населённого пункта       | Население |
| - | ---------------- | ---------------------------- | --------- |
| 1 | Булдак           | село, административный центр | ↘226      |
| 2 | Дмитриевка       | деревня                      | ↘28       |